# Eggen (Landkreis Altötting)
Eggen ist eine Gemarkung im Landkreis Altötting mit Teilflächen in den Gemeinden Pleiskirchen, Reischach und Winhöring.
Die Gemarkung geht zurück auf die bis zum Jahresende 1966 bestehende gleichnamige Gemeinde, die in die Gemeinden Reischach, Winhöring und Wald bei Winhöring eingegliedert wurde.
Ihre Einwohnerzahl schwankte zwischen 1840 und dem Beginn des Zweiten Weltkriegs zwischen 573 (1871) und 652 (1890 und 1910). Zwischen 1939 und 1946 stieg die Einwohnerzahl von 579 steil auf 780 an und sank dann wieder. 1961 hatte die Gemeinde eine Fläche von 1495 Hektar, 43 Gemeindeteile und 524 Einwohner in 113 Wohngebäuden.
Bei der Gemeindeauflösung erfolgte die Eingliederung der Gemeindeteile Haunberg, Hintereck, Iffelsberg, Kolbersberg, Kreuzbind, Reising und Rockersbach in die Gemeinde Reischach, die Gemeindeteile Aich, Blabenzing, Buchnerschneid, Eck, Ehegarten, Guggenberg, Guntersberg, Hof, Holzen, Illbach (teilweise), Kautzing, Kronberg, Mandelsberg, Pfaffenbuch, Rauhstigl, Rubenberg, Salzing, Schnitten und Watzing wurden in die Gemeinde Winhöring eingegliedert und die Gemeindeteile Antersberg, Estor, Goldhub, Grub, Harland, Harpeting, Hartberg, Hilling, Hitzenberg, Illbach (teilweise), Lehen bei Wald, Mitterhausen, Näglstall, Reit, Schollaberg, Sigrün, Stöpfing und Thalham kamen zur Gemeinde Wald bei Winhöring.